# Artjom Kurbatow
Artjom Kurbatow (georgisch არტიომ კურბატოვი, russisch Артём Курбатов; * 11. April 1994) ist ein georgischer Eishockeyspieler, der seit 2021 erneut bei den Fiery Crusaders Tbilisi in der Georgischen Eishockeyliga spielt.

## Karriere
Kurbatow spielt von Beginn seiner Karriere an bei den Fiery Crusaders Tbilisi in der Georgischen Eishockeyliga. 2019 zog es ihn in die Vereinigten Staaten, wo er bei den Birmingham Bulls in der Southern Professionel Hockey League aktiv war. seit 2021 spielt er wieder für die Fiery Crusaders.

### International
Kurbatow gab sein Debüt für die georgische Nationalmannschaft bei der Weltmeisterschaft der Division III 2016. Ein Jahr später schloss er das Turnier der Division III 2018 als bester Verteidiger, bester Torvorbereiter, mit der besten Plus/Minus-Bilanz und (gemeinsam mit seinem Landsmann Iwan Schartschow) als zweitbester Scorer hinter seinem Landsmann Artjom Kosjulin ab und wurde folgerichtig zum besten Spieler seiner Mannschaft gewählt. Bei der Weltmeisterschaft 2018, als die Georgier erstmals in die Division II aufstiegen, erreichte er die beste Plus/Minus-Bilanz des Turniers. Bei den Weltmeisterschaften 2019, 2022, 2023 und 2024 spielte er dann in der Division II. Zudem vertrat er seine Farben bei der Olympiaqualifikation für die Winterspiele in Mailand 2026.

## Erfolge und Auszeichnungen
- 2017 Bester Verteidiger, bester Torvorbereiter und beste Plus/Minus-Bilanz der Weltmeisterschaft der Division III
- 2018 Aufstieg in die Division II, Gruppe B, bei der Weltmeisterschaft der Division III
- 2018 Beste Plus/Minus-Bilanz bei der Weltmeisterschaft der Division III
- 2022 Aufstieg in die Division II, Gruppe A, bei der Weltmeisterschaft der Division II, Gruppe B